# 일본 부흥청

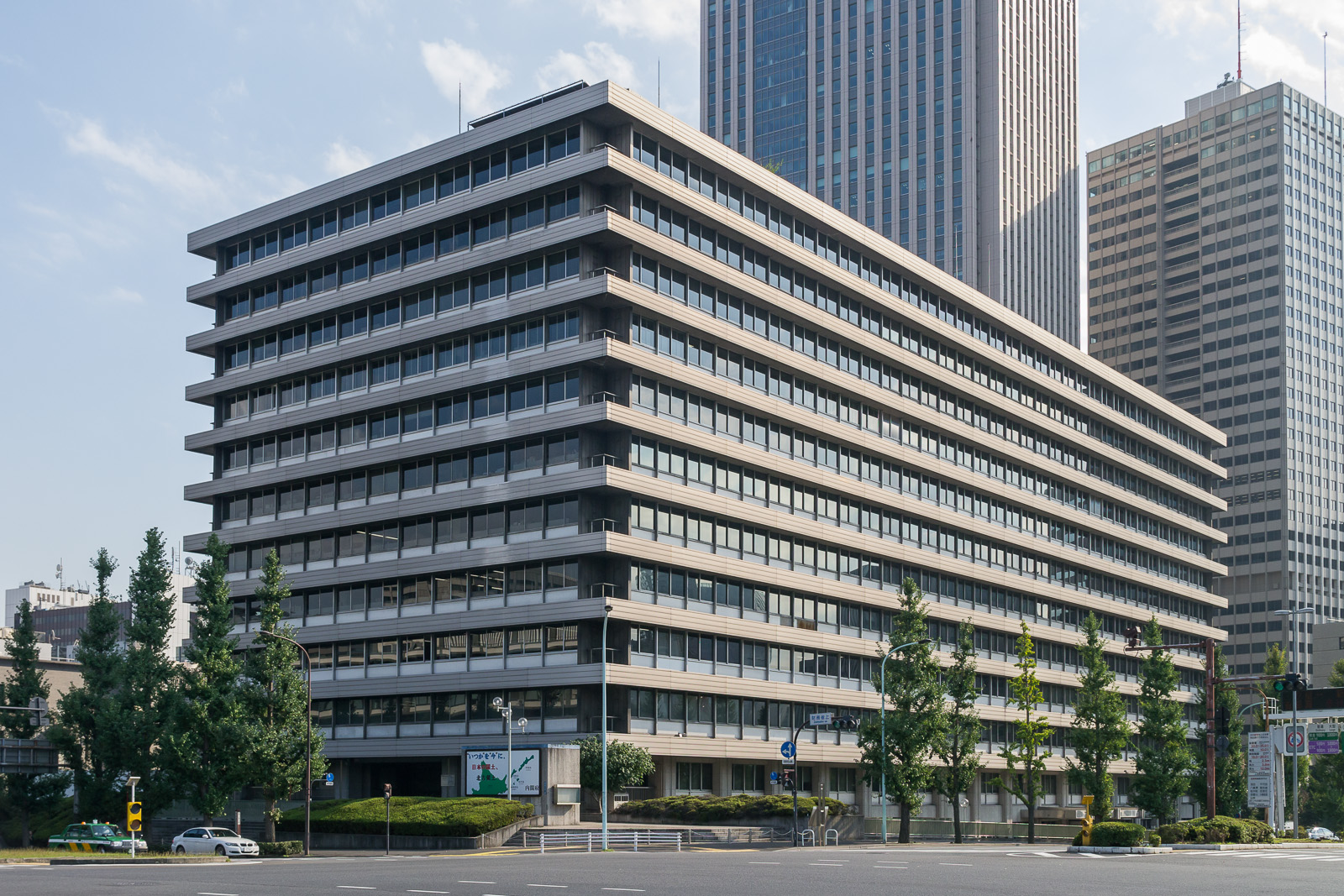

일본 부흥청(일본어: 復興庁 훗코쵸[*])는 동일본 대지진의 부흥을 목적으로 기간을 정하여 설치된 일본의 중앙 기관이다. 지진 20주년인 2031년까지 활동하고 이후 해산할 예정인 기관이다.

## 연혁
2011년
- 3월 11일 - 동일본 대지진 발생.
- 6월 24일 - 동일본 대지진 부흥 기본법 공포 및 시행.
- 12월 9일 - 부흥청 설치법이 국회에서 성립.

2012년
- 2월 10일 - 발족

## 같이 보기
- 도호쿠 지방 태평양 해역 지진
- 일본의 내각총리대신
- 간 나오토
- 노다 요시히코